# Simpson-Golabi-Behmel-Syndrom
Das Simpson-Golabi-Behmel-Syndrom (SGBS, auch Golabi-Rosen-Syndrom) ist eine seltene genetische Erkrankung, die bei männlichen Betroffenen eine überdurchschnittliche Körpergröße, organische Fehlbildungen und ein erhöhtes Risiko für Krebs im Kindesalter bedingt. Medizinisch dokumentiert wurden bisher weltweit 250 Fälle.
Ursächlich ist eine Anomalie auf dem GPC3-Gen oder GPC4-Gen. Das Syndrom wird x-chromosomal-rezessiv vererbt. Frauen erkranken meist nicht daran, können den Gendefekt jedoch an ihre Nachkommen vererben.
Das Spektrum klinischer Merkmale ist komplex und sehr variabel. Die Symptome der meisten Patienten sind medizinisch oder therapeutisch gut behandelbar.
Die Prognose für die Mehrheit der betroffenen Jungen ist gut. Sie hängt jedoch in hohem Maße vom individuellen Erscheinungsbild des Syndroms ab. In einigen Fällen versterben Jungen mit SGBS bereits im Säuglings- oder Kleinkindalter auf Grund von Frühgeburtlichkeit, Zwerchfellhernien oder schweren Herzfehlern.

## Geschichte
Erstmalig wurde SGBS 1975 vom Mediziner Joe Leigh Simpson beschrieben. Golabi et al. und Behmel et al. berichteten 1984 unabhängig voneinander über weitere Betroffene. Neri et al. entdeckten 1988 weitere Fälle und benannten das Syndrom schließlich nach Simpson, Golabi und Behmel.
Die Bezeichnung Golabi-Rosen-Syndrom, welche teilweise noch als Synonym aufgeführt wird, ist veraltet.
Seit der Entdeckung der Erkrankung wurde wenig Forschung betrieben, da die Fallzahlen gering sind. Viele medizinische Artikel basieren auf der Beschreibung von Einzelfällen.

## Häufigkeit
Medizinisch dokumentiert sind aktuell 250 Fälle weltweit. Allerdings konnte nur für 152 Personen aus 120 nicht miteinander verwandten Familien eine sichere Diagnose per Genanalyse nachgewiesen werden. Es ist jedoch anzunehmen, dass die Dunkelziffer an SGBS erkrankter Männer deutlich höher ausfällt, da viele Ärzte mit dem Syndrom nicht vertraut sind und die Wahrscheinlichkeit einer Diagnose dadurch sinkt.
Die große Mehrheit der erkrankten Personen sind männlich. Es wurden jedoch auch 8 Fälle (2019) dokumentiert, in denen Mädchen schwere Symptome aufwiesen.

## Genetik
Ca. 30 % der Fälle treten als de Novo Mutation auf, also als erstmaliger Fall in der Familie. In den übrigen 70 % der Fällen wurde die Mutation von der Mutter geerbt. Die Erkrankung wird x-chromosomal-rezessiv vererbt. Die Söhne von erkrankten Männern sind immer gesund. Die Töchter von erkrankten Männern sind zwar gesund, aber selbst Trägerin (Konduktor oder engl. carrier) des Defekts.

## Symptome
Weibliche Trägerinnen von SGBS weisen meist keine oder sehr milde Symptome auf wie eine leicht überdurchschnittliche Körperlänge. Die bei männlichen Betroffenen auftretenden Symptome fallen in ihrer Anzahl und im Schweregrad sehr unterschiedlich aus. Die meisten Betroffenen weisen nur einzelne Merkmale auf. Mögliche Charakteristika sind:
- überdurchschnittliche Körperlänge (Makrosomie)
- kräftige, muskulös erscheinende Statur mit breiten Händen und Füßen[1]
- großer Kopf (Makrozephalie) bei ca. 70 %[3]
- niedriger Muskeltonus (Muskelhypotonie): meist in milder Form und den Rumpf betreffend
- „grobe“ Gesichtszüge: Kiefer, Mund, Nasenwurzel und Stirn sind breit
- weiter Augenabstand (Hypertelorismus)
- leicht vergrößerte Zunge (Makroglossie) häufig mit einer tiefen Mittellinie
- Fehlbildungen der Mundpartie (Lippen-Kiefer-Gaumenspalte) bei ca. 13 %[3]
- angeborener Herzfehler bei ca. 36 %[7]
- Fehlbildung des Brustkorbs oder der Rippen
- überzählige Brustwarzen (Polythelie) ähneln häufig kleinen Narben am Brustkorb
- Nierenfehlbildungen
- vergrößerte Organe des Bauchraums (Organomegalie): gleichen sich meist im     Laufe der Entwicklung an
- angeborene Defekte der Bauchwand
- angeborener Defekt im Zwerchfell (Zwerchfellhernie) bei weniger als 10 %[3]
- erhöhte Fruchtwassermenge während der Schwangerschaft (Polyhydramnion)
- Geburt vor Vollendung der 37. Schwangerschaftswoche (Frühgeburt)[3]
- niedriger Blutzucker in den ersten Lebenswochen (Hypoglykämie)
- verzögerte Sprachentwicklung
- Störung der Aufmerksamkeit (ADHS)

Einige Artikel nennen eine geistige Behinderung als Symptom. Allerdings gibt es keine statistischen Auswertungen über die tatsächliche Häufigkeit. Zudem fehlen Untersuchungen darüber, ob die Beeinträchtigung beispielsweise durch eine Geburtskomplikation oder tatsächlich durch das Syndrom entstanden ist. Bereits Behmel et al. wiesen 1984 in einer der ersten zu SGBS erschienenen Publikation darauf hin, dass 12 von 13 untersuchte Fällen geistig normal entwickelt waren. Tenorio et al. bestätigten 2014, dass die meisten Patienten mit SGBS keine geistige Beeinträchtigung aufweisen. Vereinzelt wird von Lernbehinderungen berichtet.

## Tumorrisiko
SGBS zählt zu den Erkrankungen mit einer Krebsprädisposition. Das Risiko im Kindesalter an einem Tumor zu erkranken, ist bei Jungen mit ca. 8 % deutlich erhöht. Häufig bilden sich Tumore an den Nieren (Nephroblastom) und der Leber (Hepatoblastom). Besonders in den ersten sieben Lebensjahren besteht ein hohes Risiko, weshalb alle 3 Monate ein ärztliche Untersuchung auf Tumore erfolgen sollte.

## Behandlung
SGBS wird durch einen Defekt auf einem Gen verursacht und kann deshalb nicht geheilt werden. Die Symptome lassen sich jedoch behandeln. Angeborene Fehlbildungen können operativ korrigiert werden, sofern sie zu Problemen führen. Eine Muskelhypotonie lässt sich bereits im Säuglingsalter gut mit Physiotherapie behandeln. Die Sprachentwicklung kann durch Logopädie unterstützt werden.
Auf Grund des erhöhten Krebsrisikos sollte bei Jungen mit SGBS in den ersten vier Lebensjahren alle 3 Monate ein Tumorscreening per Ultraschall und ärztlicher Untersuchung stattfinden. Danach können die Abstände vergrößert werden, jedoch sollten die Untersuchungen mindestens bis zum achten Lebensjahr regelmäßig stattfinden. Die engmaschige Kontrolle ermöglicht eine schnelle Behandlung und gute Heilungschancen für die betroffenen Kinder. Da es für SGBS aktuell kein eigenes Protokoll für das Tumorscreening gibt, wird das europäische Protokoll des Beckwith-Wiedemann-Syndrom verwendet.
Es gibt keine Studien, die ein erhöhtes Krebsrisiko über das Kindesalter hinaus nahelegen.

## Verlauf
Viele der betroffenen Jungen benötigen bereits direkt nach der Geburt medizinische Versorgung, weil sie zu früh geboren wurden oder der Blutzucker zu niedrig ist und die Atmung oder Nahrungsaufnahme noch nicht ohne Hilfe möglich sind. Die ersten Lebensjahre sind oft durch die medizinischen Probleme geprägt. Wenn behandlungswürdige Fehlbildungen vorliegen, werden diese meist in dieser Zeitspanne operiert.

## Prognose
Ausschlaggebend für die Prognose bei Patienten mit SGBS ist das individuelle Erscheinungsbild des Syndroms. Betroffene mit milden Symptomen haben gute Chancen auf eine normale Lebenserwartung und hohe Lebensqualität.
Eine erhöhte Sterblichkeit in den ersten beiden Lebensjahren wird vermutlich durch die hohe Rate an Frühgeburten, Zwerchfellhernien sowie angeborene Herzfehler verursacht.

## Differentialdiagnostik
Differentialdiagnostisch abzugrenzen sind insbesondere das sehr ähnliche Beckwith-Wiedemann-Syndrom (BWS). Viele Patienten mit SGBS erhalten zunächst fälschlicherweise eine klinische BWS-Diagnose, da sich die Symptome stark ähneln und BWS wesentlich häufiger vorkommt.
Weitere Erkrankungen, die abgegrenzt werden können, sind: Perlman-Syndrom, Sotos-Syndrom, Weaver-Syndrom, Fragiles-X-Syndrom, Bannayan-Zonana-Syndrom, Hamartoma-Tumor-Syndrom, Marshall-Syndrom, Nevo-Syndrom, Neurofibromatose Typ 1, Marfan-Syndrom, Gorlin-Syndrom, Fryns-Syndrom, Elejalde-Syndrom, Mosaik-Trisomie-8, Trisomie 15q26-qter und das Pallister-Killian-Syndrom.